# Würgervireos

Die Verbreitungsgebiete der neun Würgervireoarten

Die Würgervireos (Pteruthius) sind eine Vogelgattung aus der Familie der Vireos (Vireonidae) innerhalb der Ordnung der Sperlingsvögel (Passeriformes). Die Vogelgattung kommt im festländischen Südostasien, auf Sumatra, Borneo und Java, in Südchina und im Himalaya vor.

## Merkmale
Würgervireos haben ein vorwiegend schwarz, grau, weiß und gelblich gefärbtes Gefieder. Bei allen Arten sind die Männchen deutlich kräftiger gefärbt. Die Flügel sind kurz und am Ende abgerundet, der Schwanz ist mittellang. Der Kopf ist im Vergleich zum Rumpf relativ groß. Der Hals ist kurz und dick. Die Beine sind stämmig. Durch ihre kräftigen, hohen und an der Spitze mit einem kleinen, nach unten gebogenen Haken versehenen Schnäbel ähneln sie den Vögeln aus der Familie der Würger (Laniidae).

## Systematik
Die Gattung Pteruthius wurde 1832 durch den englischen Ornithologen William Swainson aufgestellt. Sie wurde lange Zeit in die Familie der Timalien (Timaliidae) gestellt, im Jahr 2007 aber den Vireos (Vireonidae) zugeordnet. Von der evolutionären Hauptlinie der Vireos hat sich die Gattung Pteruthius unterschiedlichen Berechnungen zufolge schon vor etwa 23 oder 15 Millionen Jahren abgespalten. Da die Trennung der Würgervireos von den übrigen Vireos schon vor so langer Zeit erfolgte, wurde Mitte 2022 vorgeschlagen sie in eine eigenständige Familie zu klassifizieren, die Pteruthiidae.

## Arten
Die Gattung umfasst neun Arten:
- Rotbauch-Würgervireo (Pteruthius rufiventer)
- Weißbrauen-Würgervireo (Pteruthius flaviscapis)
- Himalajawürgervireo (Pteruthius ripleyi)
- Rostflügel-Würgervireo (Pteruthius aeralatus)
- Dalatwürgervireo (Pteruthius annamensis)
- Grünwürgervireo (Pteruthius xanthochlorus)
- Zimtkehl-Würgervireo (Pteruthius melanotis)
- Rotstirn-Würgervireo (Pteruthius aenobarbus)
- Rostbrust-Würgervireo (Pteruthius intermedius)

## Belege
1. ↑  David W. Winkler, Shawn M. Billerman, Irby J. Lovette: Bird Families of the World: A Guide to the Spectacular Diversity of Birds. Lynx Edicions (2015), ISBN 978-8494189203, S. 357–358.
2. 1 2  Sushma Reddy, Joel Carcraft (2007). Old World Shrike-babblers (Pteruthius) belong with New World Vireos (Vireonidae). Molecular Phylogenetics and Evolution 44: 1352–1357. doi:10.1016/j.ympev.2007.02.023
3. ↑  Knud Andreas Jønsson, Pierre-Henri Fabre, Jonathan D. Kennedy, Ben G. Holt, Michael K. Borregaard, Carsten Rahbek, Jon Fjeldså (2016): A supermatrix phylogeny of corvoid passerine birds (Aves: Corvides). Molecular Phylogenetics and Evolution 94, 87-94. doi: 10.1016/j.ympev.2015.08.020
4. ↑  Robert Glen Moyle, Carl H Oliveros, Michael J. Andersen, Peter A Hosner, B.W. Benz, J.D. Manthey, S.L. Travers, R.M. Brown und B.C. Faircloth (2016), Tectonic collision and uplift of Wallacea triggered the global songbird radiation. Nature Communications 7(1):12709, DOI: 10.1038/ncomms12709
5. ↑  George Sangster, Alice Cibois und Reddy Sushma: Pteruthiidae and Erpornithidae (Aves: Corvides): two new family-group names for babbler-like outgroups of the vireos (Vireonidae). Bulletin of the British Ornithologists’ Club, 142(2) : 239-243. doi: 10.25226/bboc.v142i2.2022.a8
6. ↑  Frank Rheindt und James A. Eaton: Species limits in Pteruthius (Aves: Corvida) shrike-babblers: a comparison between the Biological and Phylogenetic Species Concepts. Dezember 2009, Zootaxa 2301(2301):29-54, DOI: 10.5281/zenodo.191721